# Мшанна (Люблінське воєводство)
Мшанна (пол. Mszanna) — село в Польщі, у гміні Воля-Угруська Володавського повіту Люблінського воєводства.
Населення — 143 особи (2011).
У 1975-1998 роках село належало до Холмського воєводства.

## Демографія
Демографічна структура станом на 31 березня 2011 року:
|          | Загалом | Допрацездатний вік | Працездатний вік | Постпрацездатний вік |
| -------- | ------- | ------------------ | ---------------- | -------------------- |
| Чоловіки | 79      | 12                 | 56               | 11                   |
| Жінки    | 64      | 8                  | 31               | 25                   |
| Разом    | 143     | 20                 | 87               | 36                   |